# Basta (Iordania)
Basta (în arabă بسطة) este un sit arheologic pre-istoric din Guvernoratul Ma'an, Iordania, situat la 36 de kilometri la sud-est de Petra. Este numit după satul contemporan din apropierea orașului Basta, care a găzduit o importantă garnizoană otomană în timpul Primului Război Mondial și a Marii Revolte Arabe.  Ca și locul din apropiere de Ba'ja, Basta a fost construită în jurului anului 7.000 î.Hr. și aparține perioadei pre-cereamice a Neoliticului B.  Basta este unul dintre primele locuri cunoscute ca având o populație stabilită, care a crescut culturi și animale domestice. Casele din Basta erau case uni-familiare, circulare, construite din calcar, cu podele din lemn. Deoarece așezarea Bastei este de dinainte de perioada olăritului, toate instrumentele găsite acolo erau fabricate din piatră și os. Instrumentele descoperite la acest sit includ pietre de moară și capete de săgeată din granit, acestea din urmă fiind remarcate pentru calitatea meșteșugului lor.
Nu s-au găsit morminte dedicate la Basta. În schimb, oamenii din Basta antică și-au îngropat morții sub casele lor pentru a-și aminti mai bine de strămoși. La fața locului au fost găsite o serie de figurine în formă de animal, care prezintă o gazelă șezând, un bou sau o vacă, un cap de urs și un cap de berbec. Se presupune că aceste figurine au servit unui scop religios. 
Basta se află la o altitudine de aproximativ 1.460 de metri. Satul modern găzduiește 1.491 de persoane.